# Keith Hanson
Keith Francis Hanson (* 26. April 1957 in Bemidji, Minnesota) ist ein ehemaliger US-amerikanischer Eishockeyspieler, der während seiner aktiven Karriere zwischen 1977 und 1985 unter anderem 25 Spiele für die Calgary Flames in der National Hockey League auf der Position des Verteidigers bestritten hat.

## Karriere
Hanson spielte zunächst zwischen 1975 und 1977 für die Austin Mavericks in der Midwest Junior Hockey League. Von dort wurde er im NHL Amateur Draft 1977 in der neunten Runde an 145. Stelle von den Minnesota North Stars aus der National Hockey League ausgewählt. Bevor der Verteidiger aber in den Profibereich wechselte, verbrachte er vier Jahre bis zum Sommer 1981 an der Northern Michigan University. Neben seinem Studium spielte er dort für das Eishockeyteam in der National Collegiate Athletic Association. In der Saison 1978/79 pausierte er jedoch und spielte nicht im Universitätsteam.
Im Profibereich lief Hanson erstmals in der Saison 1981/82 für die Toledo Goaldiggers in der International Hockey League auf, gefolgt von einer Spielzeit bei den Birmingham South Stars in der Central Hockey League. Anschließend wurde der Abwehrspieler im Juni 1983 mit Mike Eaves für Steve Christoff und ein Zweitrunden-Wahlrecht im NHL Entry Draft 1983 zu den Calgary Flames transferiert. Die Spielzeit 1983/84 verbrachte Hanson dann bei den Flames selbst und deren Farmteam, den Colorado Flames, in der CHL. Nach der Saison 1984/85, die er bei den Moncton Golden Flames in der American Hockey League absolviert hatte, beendete er im Alter von 28 Jahren im Sommer 1985 seine aktive Karriere.

### International
Für sein Heimatland spielte Hanson bei der Junioren-Weltmeisterschaft 1977 in der Tschechoslowakei. Dort kam er in allen sieben Turnierspielen für die US-Boys zum Einsatz und belegte den siebten Rang mit der Mannschaft. Hanson blieb während des Turniers punktlos.